# Kent hercege
A Kent hercege címet többször hozták létre Nagy-Britannia és az Egyesült Királyság főnemesi rendjében. Legutóbb V. György brit király negyedik fiának adományozta. Fia, Edward 1942 óta viseli a Kent hercege címet, miután apja, György meghalt egy repülőgép-balesetben.
A Kenthez kapcsolódó cím először az ősi Kent Királysággal (vagy Cantware) jelenik meg, amely az angolszász királyságok egyike volt. Kent királyainak története kb. 449-ig nyúlik vissza. 825 után, amikor Egbert wessexi király meghódította Kentet, a királyság Wessex függőségévé vált, és alárendelt királyok uralták, akik általában a wessexi uralkodócsaládhoz tartoztak. A királyi cím egyfajta trónörökösi ranggá vált, mivel Egbert fia, Æthelwulf 825-ben Kent királya lett. 860-ra Kent elvesztette önálló királysági státuszát, és Wessex részévé vált.
Ezt követően több alkalommal került létrehozásra a Kent grófja és a Kent márkija cím.
Henry Grey (1671–1740) 1702-ben örökölte meg a Kent 12. grófja címét 1702-ben. 1706-ban a nemesi rangját tovább emelték, és Kent márkijává (Harold grófja és Goderich vikomtja) nevezték ki. 1710-ben még előkelőbb rangot nyert, ekkor megkapta a Kent hercege címet. Miután fiai még életében meghaltak – Anthony 1723-ban, George 1733-ban –, 1740-ben a Grey márkija címet különleges öröklési rendelkezéssel unokájára, Lady Jemima Campbell-re hagyta. Így a Kent hercegi cím férfi örökös hiányában kihalt.
A Kent és Strathearn hercege cím 1799. április 23-án jött létre, amikor III. György brit király negyedik fia, Eduárd megkapta ezt a kettős hercegi címet, (al– vagy mellékcím: Dublin grófja). Eduárd hercegnek egy törvényes gyermeke született, Alexandrina Victoria hercegnő (a későbbi Viktória brit királynő). Eduárd 1820-ban bekövetkezett halála után, mivel nem hagyott hátra törvényes fiúörököst, a Kent és Strathearn hercegi cím kihalt.
1934-ben György herceget (1902–1942), aki V. György király és Mária királyné negyedik fia volt, kinevezték Kent hercegévé (al– vagy mellékcímek: St. Andrews grófja és Downpatrick bárója). György hercegnek három gyermeke született, mielőtt 1942-ben elhunyt: Eduárd herceg, Alexandra hercegnő és Mihály herceg. Eduárd, apja halálát követően, örökölte apja címeit. Eduárdnak, Kent jelenlegi hercegének két fia és egy lánya van.
V. György király 1917. november 30-án korlátozta a „Royal Highness“ (HRH) megszólítást és a királyi herceg cím használatát az uralkodó fiaira, férfiági unokáira, valamint a walesi herceg legidősebb élő fiára. Ezért a férfiági dédunokák a nem királyi hercegek gyermekeihez hasonló udvari (általában hercegi) címeket viselnek.
A Kent hercege cím örököse György, St. Andrews grófja. A gróf 1988-ban házasodott meg, és három gyermeke van. Egyetlen fia, Eduárd, Downpatrick lordja, A grófi és a lordi cím nem saját, hanem a hercegi cím alcímeiből származó megszólítási (style) cím. Amikor György, St. Andrews grófja örökli a hercegi címet, a Kent hercege cím nem lesz többé királyi hercegi cím, mivel György a királyi dédunokája, Ezért megszólítása „Őméltósága, Kent hercege“ lesz.

## Kent hercegei
| Herceg | Portré        | Született                                                                                   | Házasság(ok)                                                                       | Meghalt                              |
| --- | ------------- | ------------------------------------------------------------------------------------------- | ---------------------------------------------------------------------------------- | ------------------------------------ |
| Henry Grey, Kent 1. hercege 1710–1740 Grey márkija (1740), Kent márkija (1706), Kent grófja (1465), Harold grófja és Goderich vikomtja (1706) és Lucas of Crudwell bárója (1663) | Henry Grey    | 1671 Anthony Grey, Kent 11. grófja és Mary Lucas fia                                        | (1) Jemima Crew 1695 10 gyerek (2) Lady Sophia Bentinck 1729. március 24. 2 gyerek | 1740                                 |
| Henry Greynek nem volt gyereke, és halálával minden címe kihalt. |               |                                                                                             |                                                                                    |                                      |
| György kenti herceg 1934–1942 St Andrews grófja és Downpatrick báró (1934) | Prince George | 20 December 1902 York Cottage, Sandringham, Norfolk V. György király and Mária királyné fia | Marina görög hercegnő 1934. november 29. három gyerek                              | 1942. augusztus 25. Dunbeath 39 éves |
| Eduárd kenti herceg (1942–) | Prince Edward | 1935. október 9. Belgrave Square, London György kenti herceg ésMarina görög hercegnő fia    | Katharine Worsley 1961. június 8. 3 gyerek                                         | 89 éves                              |

## György, Kent 1. hercege leszármazottai
A részleges családfán megjelenítettük a Kent hercege cím öröklésében fontos személyeket. Feltüntettük azokat, akikről (2024) született magyar szócikk.
- V. György brit király (1865. június 3. – 1936. január 20.) Felesége: Teck Mária
  - VIII. Eduárd brit király
  - VI. György brit király
  - Mária brit királyi hercegnő
  - Henrik Gloucester 1. hercege (1900. március 31. - 1974. június 10.)
    - innen lásd Gloucester hercege

  - György, Kent 1. hercege (1902. december 20. - 1942. augusztus 25.) Felesége: Marina görög hercegnő (1906 – 1968)
    - Eduárd, Kent 2. hercege (1935. október 9. – ) Felesége: Katalin kenti hercegné[6] (1933 –)
      - George Windsor[7], St Andrews grófja (1962. június 26–) Felesége: Sylvana Tomaselli (1957–)
        - Edward Windsor[6], Lord Downpatrick (1988. december 2. –)
        - Marina Windsor[6] (1992. szeptember 30.–)
        - Amelia Windsor (1995. augusztus 24.–)

      - Helen Taylor (1964–) Férje: Timothy Verner Taylor (1963–)
        - négy gyerek

      - Nicholas Windsor (1970–) Felesége: Paola Louise Marica Doimi de Lupis
        - három gyerek

    - Alexandra (1936–) Férje: Angus Ogilvy (1928–2004)
      - James Ogilvy (1964–) Felesége: Julia Rawlinson
        - két gyerek

      - Marina Ogilvy (1966–) Férje: Paul Mowatt (1990 – 1997)

  - János brit királyi herceg (1905-1919)